# San Pedro (Labraza)
San Pedro es un despoblado que actualmente forma parte del concejo de Labraza, que está situado en el municipio de Oyón, en la provincia de Álava, País Vasco (España).

## Historia
Documentado desde 1731, se desconoce cuándo se despobló.
Actualmente sus tierras son conocidas con el topónimo de San Pedro.